# Hezekiél Sepeng
Hezekiél Sepeng, född 30 juni 1974 i Potchefstroom, är en sydafrikansk medeldistanslöpare. 
Han blev tvåa på 800 meter vid OS 1996 i Atlanta (efter norrmannen Vebjørn Rodal). Samma placering fick han på 800 meter under VM 1999 i Sevilla (efter dansk-kenyanen Wilson Kipketer). I maj 2005, blev han avstängd i två år efter att ha lämnat ett positivt dopnigstest på den förbjudna substansen nandrolon.
Andra meriter för Sepeng är segern på 800  meter vid Universiaden 1995 och silvret på samma distans i Samväldesspelen 1998 (efter kenyanen Japheth Kimutai)
Personliga rekord (utomhus):
- 400 m: 46,50 (Potchefstroom, 26/6 2003)
- 600 m: 1.15,13 (Runaway Bay, 10/9 2000)
- 800 m: 1.42,69 	(Bryssel, 3/9 1999)
- 1000 m: 2.16,47 (Stockholm, 1/8 2000)
- 1500 m:	3.38,24 (Kapstaden, 12/4 1996)
- 1 mile: 3.57,33 (Stellenbosch, 16/2 1996)
- 3000 m: 8.21,58 (1/1 2001)